# サウンド夢工房
『サウンド夢工房』（サウンドゆめこうぼう）はNHK-FM放送で1990年4月2日から1992年4月3日まで放送されていたラジオドラマ番組である。
前身は「FMアドベンチャー」→「アドベンチャーロード」、1992年4月6日からは青春アドベンチャーにリニューアルにされた。

## 放送時間
| 期間                         | 放送時間                      |
| ---------------------------- | ----------------------------- |
| 1990年4月2日 - 1991年3月29日 | 月曜日 - 金曜日 22:30 - 22:45 |
| 1991年4月1日 - 1992年4月3日  | 月曜日 - 金曜日 22:45 - 23:00 |

## 作品一覧
再放送は省略。

### 1990年
| 開始日   | タイトル                         | 作・原作                 | 回数   |
| -------- | -------------------------------- | ------------------------ | ------ |
| 4月2日   | 学問ノススメ 挫折編              | 清水義範                 | 全10回 |
| 4月16日  | ネムコとポトトと白い子馬         | 谷山浩子                 | 全10回 |
| 5月7日   | ガール・ミーツ・ボーイ           | 安住磨奈                 | 全5回  |
| 5月14日  | 夢のたてがみ                     | 石川喬司、竹中好古(脚本) | 全10回 |
| 5月28日  | 優しい花の物語                   | 大野哲郎                 | 全10回 |
| 6月11日  | 帆船の森：すやまたけし短編集     | すやまたけし             | 全5回  |
| 6月18日  | 愛と幻想の小さな物語             | 佐野洋子                 | 全10回 |
| 7月2日   | 電脳獏・夢十夜                   | 森直也(脚本)             | 全10回 |
| 7月16日  | 夢行き階段                       | 花井愛子                 | 全10回 |
| 8月6日   | 恐怖の館 日本古典編              | 小泉八雲、幸田露伴 他    | 全5回  |
| 8月13日  | 恐怖の館 欧米編                  | 久保田圭司(脚本)         | 全5回  |
| 8月20日  | 恐怖の館 日本現代編              | 高谷信之(脚本)           | 全5回  |
| 8月27日  | フランケンシュタイン家の家庭読本 | 花房徹(脚本)             | 全5回  |
| 9月3日   | 映画みたいな恋したい             | 林真理子                 | 全10回 |
| 9月17日  | 吹いていく風のバラッド           | 片岡義男                 | 全10回 |
| 10月1日  | 花をめぐる5つの短編              | 堀内貴和                 | 全5回  |
| 10月8日  | ベッドのおとぎ話                 | 森瑶子                   | 全10回 |
| 10月22日 | とんでもポリスは恋泥棒           | 林葉直子                 | 全5回  |
| 10月29日 | 愛する心に手錠して               | 林葉直子                 | 全5回  |
| 11月5日  | 斉藤由貴の愛の詩集               | 斉藤由貴                 | 全10回 |
| 11月26日 | にぎやかな悪霊たち               | 都筑道夫                 | 全9回  |
| 12月10日 | 折原みとの夢みるように愛したい   | 折原みと                 | 全5回  |
| 12月17日 | 折原みとの天使の降る夜           | 折原みと                 | 全5回  |
| 12月24日 | イソップ紅白夢合戦               | 佐々木守(脚本)           | 全5回  |

### 1991年
| 開始日   | タイトル                               | 作・原作               | 回数   |
| -------- | -------------------------------------- | ---------------------- | ------ |
| 1月7日   | 羊が百匹                               | 平光琢也、成田勝也     | 全10回 |
| 1月21日  | 私鉄沿線恋物語                         | 神津カンナ             | 全10回 |
| 2月4日   | 羊が百匹Pt.2 羊が百一匹 -愛される余裕- | 岡本螢(脚色)           | 全9回  |
| 2月18日  | 谷村有美の、雨のち夕焼け               | 谷村有美               | 全5回  |
| 2月25日  | 無印OL物語                             | 群ようこ               | 全10回 |
| 3月11日  | 山口智子のさんいん旅紀行 鳥取編        | 佐久間崇(脚本)         | 全5回  |
| 3月18日  | 山口智子のさんいん旅紀行 松江編        | 佐久間崇(脚本)         | 全5回  |
| 3月25日  | 山口智子のさんいん旅紀行 山口編        | 佐久間崇(脚本)         | 全5回  |
| 4月1日   | ユンカース・カム・ヒア                 | 木根尚登               | 全10回 |
| 4月15日  | 愛と青春のサンバイマン                 | 藤井青銅(脚本)         | 全10回 |
| 4月29日  | 斎藤晴彦の試験によく出るモーツァルト   | 藤井青銅(脚本)         | 全5回  |
| 5月7日   | 青春デンデケデケデケ                   | 芦原すなお             | 全9回  |
| 5月20日  | 工藤夕貴の王女シルビア                 | 工藤夕貴               | 全10回 |
| 6月3日   | サラマンダー殲滅                       | 梶尾真治               | 全15回 |
| 6月24日  | 6月19日の花嫁                          | 乃南アサ               | 全10回 |
| 7月8日   | 平松愛理のとっておきの15分             | 平松愛理               | 全5回  |
| 7月15日  | 関口誠人の今夜のみみたぶ               | 関口誠人               | 全5回  |
| 7月22日  | 谷山浩子の電報配達人がやってくる       | 谷山浩子               | 全5回  |
| 8月12日  | ユンカース・カム・ヒア Pt.2            | 木根尚登               | 全10回 |
| 8月26日  | 恐怖の館 傑作選                        | 志賀直哉、上田秋成 他  | 全5回  |
| 9月2日   | めざめれば魔女(原題：The Changeover )  | マーガレット・マーヒー | 全10回 |
| 9月16日  | コンビニエンス・ストア                 | 吉本由美               | 全10回 |
| 9月30日  | いつも誰かが                           | 雁田昇(脚本)           | 全5回  |
| 10 月7日 | 明日物語                               | 阿刀田高               | 全5回  |
| 10月14日 | わたしは真悟                           | 楳図かずお             | 全15回 |
| 11月4日  | 元祖・江戸川乱歩の奇妙な物語           | 江戸川乱歩             | 全10回 |
| 11月18日 | 星野由妃の東京ベイエリアの旅           |                        | 全10回 |
| 12月2日  | 背中あわせのハートブレイク             | 小林信彦               | 全9回  |
| 12月16日 | 考古学的考察による1991年               | 藤井青銅(脚本)         | 全5回  |

### 1992年
| 開始日  | タイトル                         | 作・原作       | 回数   |
| ------- | -------------------------------- | -------------- | ------ |
| 1月6日  | 猿がヂャラヂャラ                 | 綾瀬麦彦(脚本) | 全10回 |
| 1月20日 | 天使猫のいる部屋                 | 薄井ゆうじ     | 全10回 |
| 2月3日  | 谷山浩子の悲しみの時計少女       | 谷山浩子       | 全10回 |
| 2月17日 | 遊佐未森のひなたVOX              | 遊佐未森       | 全5回  |
| 2月24日 | 家族ってなんや                   | 田川律         | 全10回 |
| 3月9日  | 小高恵美の北陸旅紀行 富山編      | 一尾直樹(脚本) | 全5回  |
| 3月16日 | 小高恵美の北陸旅紀行 石川金沢編  | 一尾直樹(脚本) | 全5回  |
| 3月23日 | 小高恵美の北陸旅紀行 福井編      | 一尾直樹(脚本) | 全5回  |
| 3月30日 | 谷村有美の、雨のち夕焼け(再)(終) | 谷村有美       | 全5回  |